# Тихорский, Фома Трофимович
Фома Трофимович Тихорский (1713—1814) — медик.
Сын казака Переяславского полка, Домантовской сотни, обучался сперва в Киевской академии, потом при СПб. госпитале. В 1761 г. отправлен за границу в Лейденский университет, где в 1765 г. и получил степень доктора медицины. По возвращении в Россию, преподавал в обоих СПб. госпиталях материю медику по-русски, а с 1767 г. врачебную практику. С 1770 г. исполнял обязанности старшего доктора, а с 1775 г. — старший доктор адмиралтейского госпиталя. В 1776 г. переведён старшим доктором в Петербургский генеральный госпиталь, продолжая преподавать практику медическую. По некоторым известиям он преподавал также и фармакологию. С 1779 по 1799 г. состоял членом медицинской коллегии.
В 1796 г. — статский советник. Почётный член СПбАН c 15.10.1798, также член Медико-хирургической академии. В 1799 г. возведён в дворянское достоинство Российской империи.